# NGC 5285
NGC 5285 est une très vaste et lointaine galaxie elliptique située dans la constellation de la Vierge. Sa vitesse par rapport au fond diffus cosmologique est de 21 910 ± 21 km/s, ce qui correspond à une distance de Hubble de 323 ± 23 Mpc (∼1,05 milliard d'al). NGC 5285 a été découverte par l'astronome français Édouard Stephan en 1881.
À ce jour, une mesure non basée sur le décalage vers le rouge (redshift) donne une distance d'environ 287,000 Mpc (∼936 millions d'al). Cette valeur est à l'extérieur des valeurs de la distance de Hubble. Notons cependant que c'est avec la valeur moyenne des mesures indépendantes, lorsqu'elles existent, que la base de données NASA/IPAC calcule le diamètre d'une galaxie et qu'en conséquence le diamètre de NGC 5285 pourrait être d'environ 90,2 kpc (∼294 000 al) si on utilisait la distance de Hubble pour le calculer.